# Andrea Cordero Lanza di Montezemolo
Andrea Cordero Lanza di Montezemolo (Turín, Piamonte; 27 de agosto de 1925-Roma, 19 de noviembre de 2017) fue un cardenal católico y diplomático italiano.

## Biografía
Su padre José, fue un héroe de la resistencia italiana, asesinado en la Masacre de las Fosas Ardeantinas. Tras estudiar arquitectura, trabajó en el estudio de Pierluigi Nervi.
Fue nombrado arzobispo titular de Anglona.
Se desempeñó en el área de la diplomacia papal. Entre otros cargos, fue nombrado nuncio apostólico en Nicaragua, Uruguay, Honduras e Israel. Jugó un papel clave en el establecimiento de las relaciones diplomáticas entre Israel y la Santa Sede, en 1993, y en la visita de san Juan Pablo II a la Nicaragua sandinista, en marzo de 1983.
Diseñó el escudo pontificio al papa Benedicto XVI.
Pertenecía a una ilustre familia italiana. Estaba emparentado con el empresario Luca Cordero di Montezemolo.
Está sepultado en la Basílica de San Pablo Extramuros.